# Mickaël Bourgain
Mickaël Bourgain (* 28. Mai 1980 in Boulogne-sur-Mer) ist ein ehemaliger französischer Radrennfahrer. Er wurde viermal Weltmeister im Teamsprint auf der Bahn und gewann zwei Bronzemedaillen bei Olympischen Spielen.
Mickaël Bourgain war ab 1999 als Bahnradsportler international aktiv, als er beim Bahnrad-Weltcup in Cali sowohl im Sprint und Teamsprint (mit Arnaud Tournant und Vincent Le Quellec) jeweils den ersten Platz belegte.
Seine vier Weltmeistertitel  errang Bourgain alle im Teamsprint: 2004 in Melbourne (mit Laurent Gané und Arnaud Tournant), 2006 in Bordeaux mit Arnaud Tournant und Grégory Baugé, 2007 in Palma ebenfalls mit Tournant und Baugé sowie 2009 mit Baugé und Kévin Sireau. 2005, in Los Angeles, wurde er zudem Vize-Weltmeister im Sprint.
Von 1999 bis 2009 fuhr Mickaël Bourgain für die Équipe Cofidis, dann wurde sein Vertrag nicht verlängert. Er wechselte zum Team „AVC Aix-en-Provence“, um sich auf die Olympischen Spiele 2012 in London vorzubereiten. Dort startete er im Straßenrennen, das er aber nicht zu Ende fuhr. Im Keirin belegte er Rang acht. 2013 beendete er seine Radsportlaufbahn.

## Erfolge
1999
- Bahnrad-Weltcup in Cali – Sprint, Teamsprint (mit Arnaud Tournant und Vincent Le Quellec)

2003
- Französischer Meister – 1000-Meter-Zeitfahren

2004
- Olympische Spiele – Teamsprint (mit Laurent Gané und Arnaud Tournant)
- Weltmeister – Teamsprint (mit Laurent Gané und Arnaud Tournant)
- Bahnrad-Weltcup in Aguascalientes – Sprint, Keirin, Teamsprint (mit Laurent Gané und Arnaud Tournant)
- Französischer Meister – Keirin

2005
- Weltmeisterschaft – Sprint
- Bahnrad-Weltcup in Manchester – Sprint
- Bahnrad-Weltcup in Los Angeles – Sprint
- Französischer Meister – Keirin

2006
- Weltmeister – Teamsprint (mit Arnaud Tournant und Grégory Baugé)
- Bahnrad-Weltcup in Los Angeles – Teamsprint (mit Grégory Baugé und François Pervis)

2007
- Weltmeister – Teamsprint (mit Arnaud Tournant und Grégory Baugé)
- Weltmeisterschaft – Sprint
- Bahnrad-Weltcup in Sydney – Sprint

2008
- Olympische Spiele – Sprint
- Weltmeisterschaft – Sprint

2009
- Weltmeister – Teamsprint (mit Grégory Baugé und Kévin Sireau)
- Bahnrad-Weltcup in Peking – Teamsprint (mit Kévin Sireau und François Pervis)

2011
- Weltmeisterschaft – Sprint
- Europameisterschaft – Teamsprint (mit Kévin Sireau und François Pervis)